# Iglesia del Oriente

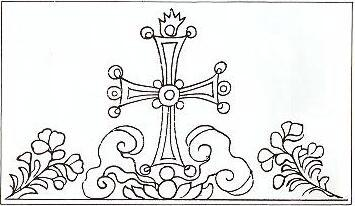
La cruz esculpida en la estela nestoriana del, se encuentra en medio de una densa nube, y sobre un pedestal de loto

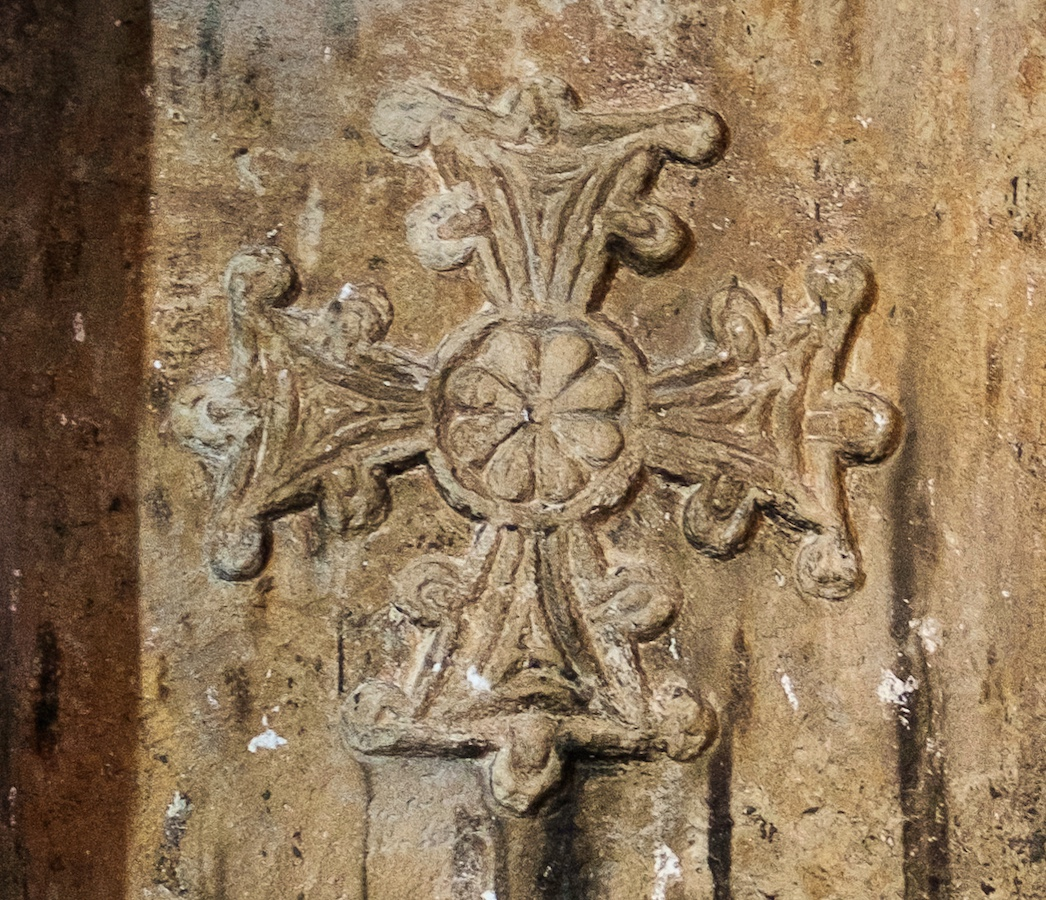
Un relieve de cruz en el monasterio Rabban Hormizd, con el estilo típico de la cruz de la Iglesia del Oriente

La Iglesia del Oriente (en siríaco clásico: ܥܕܬܐ ܕܡܕܢܚܐ ʿĒḏtā d-Maḏenḥā), también conocida como Iglesia persa, Iglesia siria oriental, Iglesia de Babilonia, Iglesia seleuciana, Iglesia de Edesa, Iglesia caldea, o Iglesia nestoriana, fue una Iglesia oriental de rito siríaco oriental basada en Mesopotamia.

## Historia
La Iglesia del Oriente se fundó en el siglo I, y, según la tradición, fue establecida por los apóstoles Tomás y Bartolomé junto con Tadeo de Edesa. La diáspora judía facilitó la evangelización de la Mesopotamia superior y se formaron Iglesias en los primeros años del cristianismo en ciudades como Edesa. En el siglo III ya había comunidades cristianas en el Imperio parto desde Mesopotamia hasta la región de Guilán. Litúrgicamente, la Iglesia se adhirió al rito siríaco oriental (Liturgia de Addai y Mari). Teológicamente, adoptó la doctrina difisita del nestorianismo, que enfatiza la separación de las naturalezas divina y humana de Jesús.
Fue una de las tres ramas principales del cristianismo oriental que surgieron de las controversias cristológicas de los siglos V y VI, junto con las Iglesias ortodoxas orientales y las Iglesias calcedónicas. Durante el período moderno temprano, una serie de cismas dio lugar a dos o tres patriarcados rivales. Desde la segunda mitad del siglo XX, tres Iglesias basadas en Irak reclaman la herencia de la Iglesia del Oriente. Mientras tanto, las Iglesias siríacas orientales de la India reclaman la herencia de la Iglesia del Oriente en la India. Su historia se inició a fines del siglo I en la satrapía de Asuristán en el Imperio parto. Desde allí se extendió a otras partes de Asia durante el período de la antigüedad tardía y durante la Edad Media, desempeñando un papel importante en la historia de la expansión del cristianismo en Asia.
La Iglesia del Oriente sufrió persecución bajo el dominio de los Sasánidas del 341 al 379, cuando miles fueron martirizados. Sin embargo, tras la muerte del Rey Sapor II, se comenzó un período de tolerancia religiosa. Aunque no la religión favorecida, la Iglesia era aprobada y permitida a existir y a hacer conversos.
En el siglo V, el estado se abrió a la Iglesia con la condición de que se distanciara de las Iglesias que había en el Imperio Romano. Debido a estas presiones políticas de los Emperadores Sasánidas, la Iglesia en Persa se comenzó a alejar de la Iglesia del Imperio Romano y a acercarse al gobierno de su patria. En el año 410, la Iglesia oficialmente se integró al Imperio sasánida mediante el Concilio de Seleucia-Ctesifonte. Allí, los obispos se proclamaron de acuerdo con los cánones de Nicea y Constantinopla, mostrando su unidad en la fe universal de la Iglesia, y se comprometieron a rezar por el rey de reyes (el emperador sasánida) como una prueba de su lealtad. En el Sínodo de Markabta (424), los líderes de la Iglesia se declararon independiente de la estructura eclesiástica del Imperio romano, que se consolidó durante el cisma nestoriano (431-544). La Iglesia del Oriente fue encabezada por el patriarca (el Katholicós) del Oriente con su sede en Seleucia-Ctesifonte. Debido a factores políticos, los clérigos de la Iglesia del Oriente no participaron en el concilio de Éfeso, que condenó Nestorio, y oficialmente aceptaron sus enseñanzas sobre la unidad de las naturalezas de Cristo en el Sínodo en Seléucida (486).

### Bajo el dominio musulmán
Durante el siglo VII, la Iglesia del Oriente se propagó desde la frontera de los imperios romano y persa hasta China.  Gracias a los esfuerzos de los misioneros nestorianos, la fe se había difundido bastante, y se calcula que el 40-45 % del Imperio sasánida era cristiano. Bajo el califato Omeya, los cristianos tuvieron que aceptar su posición como ciudadanos de segunda clase. Lo que más le afecto fue la prohibición de convertir a musulmanes y tener que pagar la yizia con el fin de humillarlos y someterlos (Corán 9:29). Los musulmanes constituían la élite de la nueva sociedad, a quienes los cristianos no podían denunciar ni testificar. En consecuencia, los cristianos continuaban sus actividades misioneras entre los no musulmanes, sobre todo en Asia Central, Egipto, la India, e Irán. En el siglo XIV, la Iglesia del Oriente se considera la Iglesia misionera más exitosa del mundo, a pesar de no recibir el apoyo de estado alguno. Sin embargo, los regímenes Islámicos posteriores toleraron cada vez menos la existencia de cristianos, lo que resultó en persecución y, a veces, en una opresión brutal. Los mongoles Ahmad (1291-1295) y Oljaitu (1304-1316) que fueron bautizados en la Iglesia del Oriente, se convirtieron al islam por motivos políticos y perseguían la fe de su nacimiento. Sin embargo, la peor persecución se llevó a cabo durante la conquista de Tamerlán se cita como la razón por la destrucción total de la Iglesia de Asia y porque hasta hoy quedan pocos cristianos en el Medio Oriente. Al perder sus Iglesias y monasterios, la mayoría de los sobrevivientes de lo que hoy es Irak y Siria huyeron a Kurdistán y Hakkari dónde vivieron hasta finales del siglo XIX y principios del siglo XX.

La Iglesia del Oriente en su máxima extensión

### Relación con la Iglesia católica
Su cisma de 1552 condujo a una serie de divisiones internas durante el período moderno temprano, y finalmente se ramificó en la Iglesia católica caldea (en plena comunión con la Santa Sede) y la Iglesia asiria del Oriente. Hoy en día, la Iglesia católica caldea cuenta con alrededor de 650 mil fieles y tiene su sede en Bagdad.
Luego de años de diálogo, los líderes de la Iglesia asiria y la Iglesia católica firmaron "La Declaración Cristológica Común" afirmando que ambas Iglesias profesan la misma doctrina cristológica, dando un paso fundamental hacia la plena comunión.

### ElsigloXX
Hacia el tiempo de la Primera Guerra Mundial, la Iglesia perdió un tercio de sus fieles al ser asesinados por Jóvenes Turcos en lo que se conoce como el Genocidio asirio. Esto después de la violencia que vivieron a manos de los kurdos a finales del siglo XIX. Los asirios también fueron perseguidos y asesinados por fuerzas gubernamentales y las pandillas durante la masacre de Simele en el año 1933, y tras la guerra del golfo en el año 1991. Aunque perpetrado por razones étnicas más que religiosas, la devastación de la población asiria causó que muchos sobrevivientes huyeran de su patria en el medio oriente hacia el mundo occidental, dónde la mitad de los cristianos asirios se encuentra hoy en día.

### Denominación Nestoriana y Cristología
La Iglesia del Oriente ha sido denominada "nestoriana" por las Iglesias occidentales por siglos. Aunque los fieles no se llaman nestorianos, lo veneran como padre de la Iglesia y se le considera un santo junto con sus influencias teológicas de la escuela antioquena; Teodoro de Mopuestia y Diodoro de Tarso. Este último se honoró como un pilar de la ortodoxia durante su vida y fue admirado por San Juan Crisóstomo, otro respetado teólogo de la tradición antioquena. Teodoro, por su parte, era considerado el mejor exponente de la escuela, un intérprete bíblico muy estimado hasta su muerte, aunque luego considerado hereje por las Iglesias occidentales. Su doctrina fue la inspiración de la Cristología de Nestorio, y su exégesis se volvió el estándar de la Iglesia del Oriente.
La escuela antioquena trató de comprender a la persona de Cristo basándose en los evangelios sinópticos de Marcos, Mateo y Lucas. Quería entender como el verdadero hombre de Jesucristo podía ser a la vez el eterno y divino Verbo de Dios del evangelio de Juan. Afirmaban que el Verbo asumió la plenitud de la humanidad, además de ser eterno en su divinidad, pero preferían hablar de una "reunión" en vez de "unificación". Así evitaron decir que el Verbo era una criatura, como sostenían los arrianos, y rechazaron la premisa de los apolinaristas, que decían que el Verbo de Dios proveyó un alma racional a la humanidad de Cristo. Para los antioquenos, pues, el Verbo fue verdadero Dios de la misma manera de que se dice en el credo de Nicea: "Dios verdadero, de Dios verdadero, consubstancial con el Padre.".  Sin embargo, se les criticará por su lenguaje para ilustrar la unión de Cristo. Su énfasis en la auténtica humanidad de Cristo como separada de su divinidad llevó a Nestorio a rechazar el título "Teotokos" (portadora de Dios o Madre de Dios) para la Virgen María. La designación de Teotokos ya estaba en uso en aquel entonces, pero Nestorio sintió que "Cristotokos" (Madre de Cristo) era más preciso, ya que María no dio a luz a la divinidad, sino a la humanidad de Cristo.
También se temía que a predicar un Cristo plenamente hombre asumido por el Verbo de Dios resultara en dos Cristos/Hijos de Dios, aunque Nestorio negó rotundamente que enseñara dos Hijo de Dios. Aquellas posturas despertó la atención de San Cirilo de Alejandría, cuya teología y política chocaban con las de Antioquía. Tras el concilio de Éfeso, el lenguaje y las implicaciones de las enseñanzas de Nestorio y los antioquenos fueron condenadas, pero sobrevivieron en la escuela de Edesa, encabezada por el obispo Ibas.

### Tras el Concilio de Éfeso
Antes del concilio, la escuela Antioquena era distinguida pero pequeña. Ni siquiera logró la hegemonía total sobre la Ciudad de Antioquía, dónde había muchos monjes leales a Cirilo. De hecho, la mayoría de los cristianos de Siria y Palestina acabarían siendo miafisitas luego del Concilio de Calcedonia, que rechazaron creyendo que se trataba de un intento de reintroducir el nestorianismo en la Iglesia. Los sucesores de la tradición antioquena se encontraría en la ciudad de Edesa donde estudiaban muchos cristianos persas. Allí, se atesoraron las obras de los tres ilustres maestros antioquenos, en especial las de Tedoro de Mopuestia, cuyos comentarios fueron abrazado con particular devoción.
Al ser expulados del Imperio Romano por los miafisistas (también conocidos como "monofisistas"), los cristianos persas  de Edesa se encontraron de nuevo en su patria hostil, aunque por aquel entonces el estado había tolerado más la existencia de los cristianos. De entre los ex estudiantes, se encontraban varios futuros líderes  prominentes de la Iglesia del Oriente. Uno de los alumnos brillante fue Bar Sauma, que se volvió metropolitano de Nisibis y logró acercarse al Rey Peroz (457-484) convirtiéndose en su consajero. Con el paso del tiempo, Bar Sauma y sus compañeros tomarían el mando de la Iglesia y, en el concilio de Acacio (484), se codificaría la cristología diafisista como la postura oficial de la Iglesia del Oriente.